# 罗伊 (犹他州)
罗伊（英文：Roy），是美国犹他州韦伯县下属的一座城市。建市于 1876年，面积大约为7.92平方英里（20.5平方公里），海拔约为4,541英尺（1,384米）。根据2010年美国人口普查，该市有人口36,884人。